# Carles Torruella i Cortés
Carles Torruella i Cortés   (Barcelona, 1839 - Barcelona, 15 de gener de 1898), fou un mestre argenter català.

## Biografia
Fill d'un humil artesà que va ser fet presoner pels francesos a la defensa de Girona del 1809 i després incorporat a l'exèrcit francès, amb el qual va fer tota la campanya de Rússia, va aprendre l'ofici de argenter a Barcelona i Sevilla, on va treballar diversos anys en un acreditat taller del dit art.
De tornada a Barcelona va establir amb el seu germà Josep, un taller de argenteria, on va fer famoses les seves joies d'orfebreria litúrgica, que van acreditar aquest art, que van acreditar aquest art, popularitzat a tot Espanya i a l'estranger la joies de plata llaurada pels germans Torruella. Es van distingir per l'adopció d'un nou procediment de gravat a l'àcid, que després de la seva mort ningú no va saber continuar. Comptant amb la col·laboració artística del seu cosí Josep Presno, un dels més experts projectistes de joies d'aquest art romànic i ogival, durant més de trenta anys van produir els tallers dels Torruella innombrables joies artístiques. Entre elles cal recordar el colossal llum votiu de plata del temple de la Mercè de Barcelona; el bàcul del bisbe doctor Estalella; la credença de la catedral barcelonina, regal del Banc de Barcelona; les custòdies de les esglésies del Sagrat Cor de Jesús, del Seminari de Comillas, del Convent de les Adoratrius de Barcelona; el domador Mister Bidel, treballant amb la seva lleona, amb model escultòric de Rossend Nobas: Miss Lurline amb el seu aquarium; facsímil del moll de Barcelona, i altres més amb models escultòrics de Querol, Vallmitjana, Atché, Fuxà, Reynés i altres artistes.
Fou l'imitador i reproductor de joies arqueològiques d'or, plata, bronze i ferro més perfecte i refinat que es va conèixer en el seu temps, arribant a figurar en lloc de les autèntiques que havien estat venudes ocultament) les joies que Torroella elaborava. A aquest número pertanyen els famosos encens bizantins de l'ermita del Brugués (Barcelona) i el no menys nomenat bagul de ferro de Toledo, del segle xvi, que encara figura com a autèntic en un museu estranger.
Tenia especial habilitat per reproduir en metall preciós els més rars exemplars de la flora espanyola, deixant en aquest gènere obres molt primoroses. Era home de sentiments delicadíssims i creences religioses molt arrelades, la qual cosa el movia a protegir artistes principiants i tota mena d'éssers desvalguts. Enric Serra, Agustí Querol, el poeta Joan Artau i també Jacint Verdaguer li van mostrar la seva gratitud dedicant diverses de les seves millors obres. Havia recorregut com a excursionista totes les comarques d'Espanya, recollint rica col·lecció d'apunts de tipus, monuments i dades folklòriques.
Va passar llargues temporades a Itàlia, on va escriure la seva ressenya Una excursió al Posilipo i Vesubi, publicada a Barcelona, el 1883. Va conrear la poesia catalana, i la música popular, amb la seva Fulcite me floribus, amb lletra de Verdaguer. Va ser un dels fundadors de les societats humorístiques anomenades Los Guerrers i Lo Niu Guerrer, de Barcelona.